# Vier und jetzt (Best of 1990–2015)
Vier und jetzt (Best of 1990–2015) ist das zweite Best-of-Album der deutschen Hip-Hop-Gruppe Die Fantastischen Vier. Es erschien am 6. November 2015 über die Labels Columbia Records und Sony Music.

## Inhalt
Die auf dem Album enthaltenen Lieder sind größtenteils Songs, die auf den zuvor veröffentlichten neun Studioalben der Band enthalten sind. So stammen vier Stücke vom Album Lauschgift (1995), während drei Titel aus Die 4. Dimension (1993) entnommen wurden. Jeweils zwei Tracks erschienen zuvor auf den Alben Fornika (2007), Für dich immer noch Fanta Sie (2010) und Rekord (2014). Je ein Lied wurde auf Jetzt geht’s ab (1991), 4 gewinnt (1992), 4:99 (1999) und Viel (2004) veröffentlicht. Zudem ist der Song Der Picknicker (Benztown Mixdown) dem Album Live und direkt (1996) entnommen, während das Stück Name drauf zuvor unveröffentlicht war.

## Produktion
Die auf Vier und jetzt (Best of 1990–2015) enthaltenen Lieder wurden zum Großteil von Die Fantastischen Vier selbst produziert.

## Covergestaltung
Das Albumcover ist schlicht gehalten und zeigt mittig die weißen Schriftzüge Die Fantastischen Vier und Vier und jetzt, während am unteren Bildrand Best of 1990–2015 steht. Im Hintergrund ist ein rot-schwarzes Muster zu sehen.

## Gastbeiträge
Auf drei Liedern des Albums treten neben Die Fantastischen Vier weitere Musiker in Erscheinung. So ist der Song Einfach sein eine Kollaboration mit dem deutschen Sänger Herbert Grönemeyer, während der britische Sänger Don Snow auf 25 zu hören ist. Zudem hat der Schweizer Sänger Seven einen Gastauftritt beim zuvor unveröffentlichten Lied Name drauf.

## Titelliste
| #  | Titel                                                   | Gastmusiker        | Länge | Album (Jahr)                         |
| -- | ------------------------------------------------------- | ------------------ | ----- | ------------------------------------ |
| 1  | Jetzt passt auf                                         |                    | 1:52  | Jetzt geht’s ab (1991)               |
| 2  | Die da!?!                                               |                    | 3:39  | 4 gewinnt (1992)                     |
| 3  | Zu geil für diese Welt                                  |                    | 4:08  | Die 4. Dimension (1993)              |
| 4  | Tag am Meer                                             |                    | 4:21  | Die 4. Dimension (1993)              |
| 5  | Genug ist genug                                         |                    | 4:05  | Die 4. Dimension (1993)              |
| 6  | Was geht                                                |                    | 3:59  | Lauschgift (1995)                    |
| 7  | Sie ist weg                                             |                    | 3:54  | Lauschgift (1995)                    |
| 8  | Krieger                                                 |                    | 6:38  | Lauschgift (1995)                    |
| 9  | Populär                                                 |                    | 3:30  | Lauschgift (1995)                    |
| 10 | Der Picknicker (Benztown Mixdown)                       |                    | 3:56  | Live und direkt (1996)               |
| 11 | MFG                                                     |                    | 3:34  | 4:99 (1999)                          |
| 12 | Troy                                                    |                    | 4:34  | Viel (2004)                          |
| 13 | Ernten was wir säen                                     |                    | 4:14  | Fornika (2007)                       |
| 14 | Einfach sein                                            | Herbert Grönemeyer | 3:36  | Fornika (2007)                       |
| 15 | Gebt uns ruhig die Schuld (den Rest könnt ihr behalten) |                    | 4:14  | Für dich immer noch Fanta Sie (2010) |
| 16 | Danke                                                   |                    | 4:09  | Für dich immer noch Fanta Sie (2010) |
| 17 | Und los                                                 |                    | 3:58  | Rekord (2014)                        |
| 18 | 25                                                      | Don Snow           | 3:11  | Rekord (2014)                        |
| 19 | Name drauf                                              | Seven              | 4:04  | zuvor unveröffentlicht               |

## Chartplatzierungen und Singles
Vier und jetzt (Best of 1990–2015) stieg am 13. November 2015 auf Platz sechs in die deutschen Albumcharts ein und belegte in den folgenden Wochen die Ränge 25 und 37. Insgesamt konnte es sich zehn Wochen in den Top 100 halten, davon eine Woche in den Top 10. In Österreich erreichte das Album Position 52 und in der Schweiz Platz 22.
| ChartsChartplatzierungen | Höchstplatzierung | Wochen |
| ------------------------ | ----------------- | ------ |
| Deutschland (GfK)        | 6 (10 Wo.)        | 10     |
| Österreich (Ö3)          | 52 (1 Wo.)        | 1      |
| Schweiz (IFPI)           | 22 (6 Wo.)        | 6      |

Als einzige Single des Albums wurde am 2. Oktober 2015 das zuvor unveröffentlichte Lied Name drauf ausgekoppelt, das jedoch die Charts verpasste.

## Verkaufszahlen und Auszeichnungen
Vier und jetzt (Best of 1990–2015) wurde im Jahr 2023 in Deutschland für mehr als 100.000 verkaufte Einheiten mit einer Goldenen Schallplatte ausgezeichnet.

| Land/Region        | Auszeichnungen für Musikverkäufe (Land/Region, Auszeichnung, Verkäufe) | Verkäufe |
| ------------------ | ---------------------------------------------------------------------- | -------- |
| Deutschland (BVMI) | Gold                                                                   | 100.000  |
| Insgesamt          | 1× Gold ·                                                              | 100.000  |

## Rezeption
| Professionelle Bewertungen | Professionelle Bewertungen |
| -------------------------- | -------------------------- |
| Kritiken                   |                            |
| Quelle                     | Bewertung                  |
| laut.de                    | [ 6 ]                      |

Eberhard Dobler von laut.de bewertete das Album mit drei von fünf Punkten. Er „fragt sich leicht irritiert“ nach dem Grund für die Veröffentlichung des Best Ofs. So sei „die spannendste Frage: Wie ist denn der einzig neue Song, die Single Name Drauf geraten?“ Dabei lege die Band „ihren ureigenen, gut gelaunt bis nachdenklichen Nach vorne-Pop Hop hin.“ Für die restlichen Lieder gelte: „Lass die alte Zeit Revue passieren und feier sie.“